# 簧片

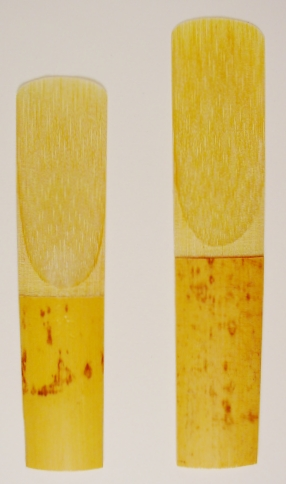
薩克斯風的簧片

簧片是一片置于乐器吹口或通气口中具弹性的片狀物，它的一端被固定在吹口或通气口上，另一端可上下活动，随着气流振动或彈奏而发声，一些樂器的簧片中會使用尼龍線或綿線為纏繞物。

## 发声原理

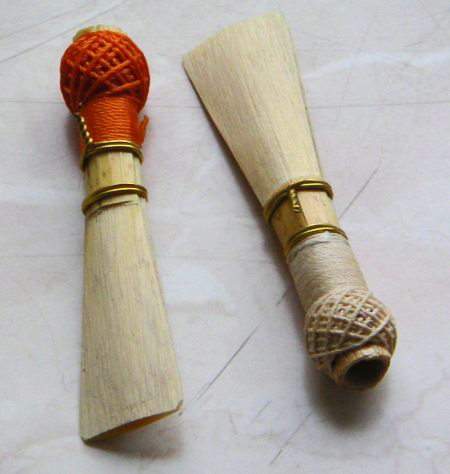
低音管的簧片

当气流通过吹口时，气流压力大于吹口内的气压，于是把簧片带向平衡位置的另一边，当簧片的弹性恢复力大于气流压力时，簧片越过平衡位置，气流再次将簧片推往反方向，使簧片产生振动而发声。
簧片在吹口中间，振动时经过吹口作上下均匀自由式振动的樂器為自由簧乐器，进气與出气都能激发簧片的振动而发声；簧片在吹口上振动时经过平衡点作不等距振动为拍打式振动，只能在进气时触动簧片而发声 。

## 吹奏技巧
- 颤动嘴唇，配合腹肌的起伏可发出波动音。
- 通過控制嘴唇和臉頰，改变簧片的振动频率，可以获得滑音效果，幅度一般不超过半音。

## 材料
- 木
红木、桦木、松木等，木料的簧片音色較柔和，但发音较闷，共鸣不理想。
- 芦苇
目前主要簧片材料，蘆葦簧片发音通顺流畅，音色优美纯正，各音区共鸣协调。
- 塑膠、聚甲基丙烯酸甲酯等
耐用、发音通畅，但音色尖，中低音共鸣不好。

- 銅
自由簧樂器的簧片幾乎都是用銅做的，製作簧片需使用含銀的響銅，音質飽滿，高音清脆低音渾厚

## 使用簧片的樂器
使用簧片的樂器按其數量和運用方式分類可包括：
- 單簧樂器：薩克斯風、單簧管
- 雙簧樂器：雙簧管、嗩吶、管、巴松管
- 自由簧樂器：口琴、口風琴、手風琴、笙、巴烏、口簧琴